# Zeta Cygni
Désignations
Zeta Cygni (ζ Cyg) est une étoile binaire de la constellation du Cygne, située à environ 143 années-lumière de la Terre. En astronomie chinoise, elle fait partie de l'astérisme Tianjin, représentant un gué servant à traverser la Voie lactée, qui symbolise un fleuve céleste, Tianhe.
L'étoile principale, Zeta Cygni Aa, est une géante jaune de 3e magnitude et de type spectral G8III. Elle a un rayon égal à 14,7 fois celui du Soleil et brille 119 fois plus. Il s'agit probablement d'une étoile du red clump, c'est-à-dire une géante brûlant de l'hélium dans son cœur, bien qu'elle puisse être en transition vers la branche asymptotique des géantes avec un cœur d'hélium calme. Si on retient la première hypothèse, elle a une masse égale à 3,0 masses solaires et un âge de 400 millions d'années. Zeta Cygni possède une teneur élevée en baryum et en autres éléments chimiques lourds dans son atmosphère.
Zeta Cygni possède une compagne, Zeta Cygni Ab, qui est vraisemblablement une naine blanche. Elle parcourt son orbite en 6 489 jours, soit environ 17,8 ans. Elle ne peut être vue directement, mais sa magnitude apparente est estimée à 13,2. Une étude théorique a montré que le système démarra à partir de 3,0 et de 2,5 masses solaires, mais l'étoile la plus massive perdit une partie de sa masse lors de son évolution en naine blanche. Elle transféra une demi-masse solaire à Zeta Cygni, ainsi que les éléments chimiques lourds que cette dernière possède maintenant.